# Tanjung Enim
 (septembre 2018).
Si vous disposez d'ouvrages ou d'articles de référence ou si vous connaissez des sites web de qualité traitant du thème abordé ici, merci de compléter l'article en donnant les références utiles à sa vérifiabilité et en les liant à la section « Notes et références ».
Tanjung Enim est un kelurahan (village) du kecamatan (district) de Lawang Kidul, dans le kabupaten (département) de Muara Enim de la province indonésienne de Sumatra du Sud.

## Économie
Le siège de la société de charbonnage PT Bukit Asam se trouve à Tanjung Enim.
Le village est relié par une voie ferrée, d'une part à Bandar Lampung dans la province de Lampung, d'autre part à la gare de Kertapati à Palembang, capitale provinciale de Sumatra du Sud.

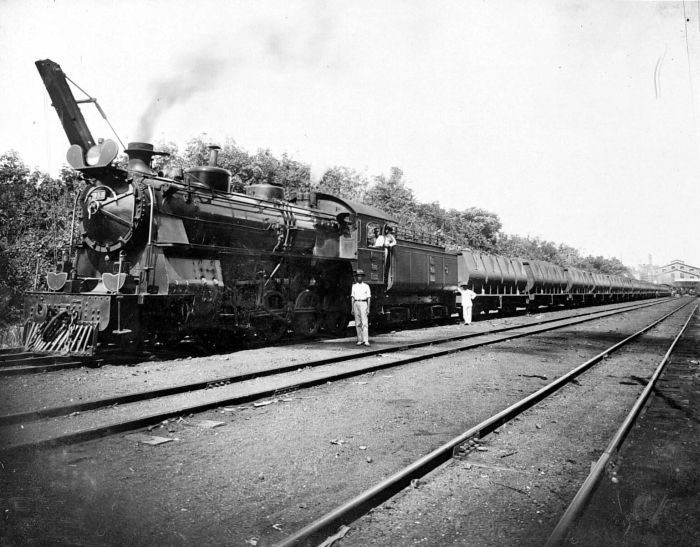
Un train de charbon en partance pour Kertapati